# Neptis mayottensis
Espèce
Neptis mayottensis est une espèce de lépidoptères (papillons) de la famille des Nymphalidae.
Décrite par Charles Oberthür en 1890, elle est endémique de Mayotte, où elle est protégée.